# Funta (Tanzania)
Funta è una circoscrizione rurale (rural ward) della Tanzania situata nel distretto di Bumbuli, regione di Tanga. Conta una popolazione di 10 592 abitanti (censimento 2022).